# Buclizina
Buclizina também conhecido pelo nome comercial Buclina é um antiemético, inibidor de receptores de histamina H1. É utilizado em situações de enjoo, em viagens de navio, avião, ônibus ou qualquer outra que provoque esta sensação. O medicamento não pode ser utilizado em grávidas ou que estão no período de aleitamento materno, pois ocorre risco de teratogenia no feto. É também um estimulante do apetite.

## Mecanismo de ação
Inibição dos receptores H1 da histamina.. 

## Doses  usuais
As doses utilizadas na clínica médica são de 50 a 150 mg ao dia, divididas em três administrações. Nunca exagere na dose para acelerar os resultados que o medicamento pode proporcionar. É recomendável que você tenha orientação médica, e que pratique exercícios físicos para atingir tais objetivos.